# Oszczerze
```

```

Oszczerze (prononciation : [ɔʂˈt͡ʂɛʐɛ]) est un village de polonais, situé dans la gmina de Grębków de la Powiat de Węgrów et dans la voïvodie de Mazovie dans le centre-est de la Pologne.
Il se situe à environ 7 kilomètres au nord-est de Grębków, 12 kilomètres au sud de Węgrów, et 69 kilomètres à l'est de Varsovie.

## Histoire
De 1975 à 1998, le village appartenait à la voïvodie de Siedlce.